# Abastecimiento desde países con bajo costo
El abastecimiento desde países con bajo costo (LCCS por su sigla en inglés) es una estrategia de aprovisionamiento en la que una empresa se abastece de materiales, productos y suministros de países con menores costos de mano de obra y de producción para reducir los costos de operación. La estrategia LCCS se enmarca en una amplia categoría de esfuerzos de compra denominada abastecimiento global.
El proceso de abastecimiento de bajo costo consta de dos partes. El cliente y los países proveedores, como Estados Unidos, Reino Unido, Canadá, Australia y los países de Europa Occidental, se consideran países de alto costo (HCC), mientras que los lugares ricos en recursos y con mano de obra regulada, como China, India, Indonesia, Bolivia, Brasil, Rusia, México y los países de Europa del Este, se consideran países de bajo costo (LCC). En los países de bajo costo, los materiales (productos) fluyen de los países de bajo costo a los de alto costo, mientras que la tecnología fluye de los países de alto coste a los de bajo costo.
El principio fundamental que subyace a la LCCS es la obtención de eficiencias de aprovisionamiento a través de la identificación y explotación del arbitraje de costos entre geografías.
Aparte del precio, otras razones para participar en el aprovisionamiento global pueden ser la mejora de la capacidad de fabricación y los plazos, la calidad de los productos, la mejora de los servicios al cliente y las ventajas logísticas.

## Destino
No necesariamente todos los "países de bajo costo" son destinos para las LCCS. Sólo los países con un entorno político y económico relativamente estable, infraestructuras modernas y un sistema jurídico aceptablemente compatible se consideran ideales para el aprovisionamiento. Los ejemplos y las regiones más populares son China, Indonesia, Tailandia, Vietnam, Malasia, Etiopía, India, Ucrania, Rumanía, Bulgaria, Albania, México, Bolivia, Camboya, Hungría y República Checa.

## Costos laborales
Los costos de la mano de obra han aumentado en toda Asia, ya que los asiáticos están más dispuestos a pagar una prima por los productos y servicios que reciben, lo que provoca un aumento de los costos de producción. Muchos países de Asia han experimentado un rápido aumento de los salarios desde finales de la década de 2000. Uno de los factores que contribuyen a las subidas salariales es el desplazamiento de la mano de obra de las labores agrícolas a trabajos más productivos en la industria, la productividad de la mano de obra ha aumentado rápidamente, lo que ha provocado el crecimiento de los salarios. Por ejemplo los trabajadores de Singapur exigen mejores salarios ya que el crecimiento económico de Singapur y el costo de vida están aumentando gradualmente. Las empresas se ven así presionadas en su margen de beneficio ya que el aumento de los costos laborales conlleva un aumento de los costos de producción.
Los costos de la mano de obra en China e India han ido aumentando a lo largo de los años. Al principio, China era uno de los países con menores costos laborales conocidos. Sin embargo, debido a la creciente demanda de la población y al aumento del costo de los productos, China ya no se considera el país "más barato" para fabricar productos. Ahora se considera que China es menos competitiva en comparación con otros países. El aumento de los costos de la mano de obra ha provocado que algunas empresas extranjeras abandonen el país, en busca de países donde el costo de la mano de obra es menor, como Tailandia y Filipinas. Otros países, aparte de China, están empezando a proporcionar materias primas a un costo menor, lo que deja a los fabricantes con más opciones en cuanto a sus proveedores.
Un informe de Ernst & Young de 2012 indica que "los salarios han subido por la disminución a largo plazo de la fuerza de trabajo agregada, combinada con un rápido agotamiento de la mano de obra rural excedente de mano de obra, que hasta hace poco proporcionaba una fuente definitiva de mano de obra barata". Pero advirtió que la reasignación masiva de mano de obra "de la agricultura de baja productividad a la industria manufacturera de mayor productividad está llegando a su fin". Incluso antes de que la economía china empezara a decaer, existía la preocupación de que se enfrentara a una trampa de la renta media, ampliamente identificada por los economistas como muestra del peligro de un punto de inflexión de Lewis, un fenómeno observado en la historia de Japón, que mostró que la rápida urbanización condujo a un crecimiento de la fabricación. Sin embargo, con el tiempo, el fenómeno llega a su fin a medida que los salarios aumentan y la ventaja competitiva del país desaparece. El número de trabajadores inmigrantes en China ha aumentado a un ritmo más lento desde 2005. Aunque hay 320 millones de trabajadores que siguen en la agricultura, sólo 20 millones tienen posibilidades de emigrar a las ciudades, lo que lleva al país a un punto en el que "el exceso de mano de obra en el sector de subsistencia se absorbe totalmente en el sector moderno, y en el que una mayor acumulación del capital comienza a aumentar los salarios", lo que apunta a un escenario de Lewis.

### Situación en China
La escasez de mano de obra todavía no es un problema importante en China, ya que todavía hay medidas gubernamentales para liberar la reserva de mano de obra rural, como la flexibilización del sistema de hukou, o registro de hogares. "Sin embargo, es poco probable que estas medidas inviertan la tendencia al aumento de los costos laborales". Seguirán aumentando a medida que mejoren los salarios mínimos y la asistencia social, y añaden que, además del aumento anual del 13% del salario mínimo fijado en el 12º Plan Quinquenal (2011-15) (2011-15), la previsión social obligatoria añadirá otro 35-40% al costo de las nóminas.
Como hay una gran oferta de trabajadores, especialmente en el sector rural, el crecimiento salarial de la mano de obra no calificada crecerá lentamente. Al mismo tiempo, "el crecimiento salarial de la mano de obra calificada también se reducirá probablemente debido a la convergencia de las primas salariales universitarias con los estándares internacionales en los últimos años y a la fuerte oferta prevista de licenciados universitarios y profesionales que regresan del extranjero". Por tanto, el salario global crecerá lentamente en un futuro próximo.
"El aumento de los salarios es más significativo para los productores primarios y las industrias de servicios, ya que la mano de obra representa la mayor parte de los costes totales en estos sectores". Además de la mano de obra, el capital -que sigue siendo relativamente barato en China- también se encarecerá a medida que los responsables políticos avancen en la liberalización de los tipos de interés. También los costos de los materiales seguirán aumentando y alcanzarán niveles globales. A medida que la economía se ralentiza, a las empresas les resulta cada vez más difícil trasladar los costos a los clientes. El aumento de los costos laborales en China ayudará a otros países del sur de Asia a afianzarse en la fabricación de gama baja.